# Aanslag in Antwerpen op 27 juli 1980
Op 27 juli 1980 vond een terreuraanslag in Antwerpen plaats. In de Lamorinièrestraat gooide de Syrische Palestijn Saïd Al Nasr twee handgranaten naar een groep Joodse kinderen die met hun vrouwelijke begeleiders op de bus stonden te wachten om op zomerkamp naar de Ardennen te vertrekken. Hij doodde een 15-jarige jongen en maakte zeven zwaargewonden. De dader werd achternagezeten door getuigen en kort na de feiten opgepakt. Hij bekende zijn daad en gaf als motief verzet tegen de inpalming van zijn land door de zionisten. Ook op het assisenproces in december 1981 betuigde hij geen spijt. Na twee dagen werd hij veroordeeld tot de doodstraf, automatisch omgezet tot levenslang.
In het negende jaar van zijn opsluiting werd Al Nasr in Caïro geruild voor de broers Houtekins, die al bijna zes jaar gegijzeld werden. Deze ruildeal, doorgevoerd in januari 1991 onder de regering-Martens IV, kwam bekend te staan als de Silco-affaire. Ze bracht minister Mark Eyskens in nauwe schoentjes toen de terrorist Whalid Khaled in Brussel kwam onderhandelen voor de Aboe Nidalorganisatie en prompt werd opgepakt.

## Voetnoten
1. ↑  Proces-Nemmouche: Joodse gemeenschap al vaker doelwit van aanslagen, wat met de dreiging vroeger en nu?, VRTNWS, 5 januari 2019
2. ↑  "Een vergissing van bijna zes jaar", De Standaard, 23 maart 2005
3. ↑  Aloïs van de Voorde, Mark Eyskens, politicus-professor tussen woord en daad. Een biografie, 2003, p. 314-317. Gearchiveerd op 14 november 2021.